# Gare de Moulins-sur-Allier
Gare de Moulins-sur-Allier vasútállomás Franciaországban, Moulins településen.

## Vasútvonalak
Az állomást az alábbi vasútvonalak érintik:
- Montluçon-Moulins-vasútvonal
- Moret–Lyon-vasútvonal
- Moulins-Mâcon-vasútvonal

## Kapcsolódó állomások
A vasútállomáshoz az alábbi állomások vannak a legközelebb:
- Gare de Dompierre-Sept-Fons (Gare de Dijon-Ville, TER Bourgogne 2-es vonal)
- Gare de Bessay-sur-Allier
- Gare de Villeneuve-sur-Allier (Gare de Moret - Veneux-les-Sablons, Moret–Lyon-vasútvonal)
- Gare de Vichy